# Vraget
Vraget er en dansk stumfilm produceret af Nordisk Films Kompagni og instrueret af Viggo Larsen.
Filmen blev i tysktalende lande distribueret som Schiffbrüchig

## Medvirkende
- Edith Buemann